# Береника (приповетка)
„Береника” (енгл. Berenice) је хорор приповетка америчког писца Едгара Алана Поа, први пут објављена у марту 1835. у часопису Southern Literary Messenger.
У време изласка, читаоци су били су ужаснути насиљем приче и жалили су се уреднику часописа. Иако је По касније објавио самоцензурисану верзију дела, веровао је да о причи треба судити искључиво према броју продатих примерака.

## Радња
Приповедач Егеј, студиозан младић, одраста у великој, суморној вили са својом рођаком Береником. Он пати од једне врсте опсесивног поремећаја, мономаније која га тера да се фиксира на објекте. Иако лепа, Береника пати од неименоване дегенеративне болести, чији су симптоми периоди каталепсије, које Егеј назива „трансом”. Ипак, требало би да се њих двоје венчају.
Једног поподнева, Егеј види Беренику док седи у библиотеци. Када се осмехне, он се фокусира на њене зубе. Његова опсесија га обузима, и он данима улази и излази из свести, непрестано размишљајући о њеним зубима. Замишља себе како држи зубе и окреће их да би их прегледао из свих углова. У једном тренутку, слуга му каже да је Береника умрла и да ће бити сахрањена. Када следећи пут дође свести, са необјашњивим ужасом, проналази лампу и малу кутију испред себе. Улази још један слуга, јављајући да је гроб оскрнављен и да је пронађено изобличено тело умотано у покров, још увек живо. Егеј открива да му је одећа прекривена блатом и крвљу, те отвара кутију и открива да се у њој налазе зубарски инструменти, као и „тридесет два бела ситна комадића нечега налик слоновачи”: Береникини зуби.
Епиграф на латинском, „Dicebant mihi sodales si sepulchrum amicae visitarem, curas meas aliquantulum fore levatas” на почетку текста може се превести као: „Другови ми рекоше да ће ми посета гробу вољене можда мало ублажити бол”. Овај цитат Егеј такође види на отвореној страници књиге пред крај приче.

## Анализа
У „Береники” По је следио популарне традиције готичке фикције, жанра који су амерички и британски читаоци знатижељно пратили већ неколико деценија. По је, међутим, своје готичке приче учинио софистициранијим, драматизујући ужас користећи реалистичније приказе. Ова прича је једна од Поових најнасилнијих. Док приповедач гледа у кутију за коју можда подсвесно зна да садржи зубе његове рођаке, он се пита: „Зашто ми се онда коса на глави дигла, а крв следила у жилама?” По заправо није укључио сцену вађења зуба. Читалац такође зна да је Егеј у то време био у стању налик трансу, неспособан да одговори на доказе да је његова рођака још увек била жива када је починио језиво дело. Додатно, прича се наглашава да су јој извађена сва тридесет и два зуба.
Главна тема лежи у питању које Егеј поставља самоме себи: „Како сам из лепоте добио нешто непривлачно?” По, такође, овде први пут користи лик оболелог од мономаније, мотив који ће још много пута употребити.
Зуби се симболично користе у многим Поовим причама да симболизују смртност. Друге употребе укључују: „сепулкралне и одвратне” коњске зубе у „Меценгерштајну”, усне које се извијају око зуба хипнотизованог човека у „Чињеницама о случају господина Валдемара”, и звук шкргутања зуба у „Скочижапцу”.
Егеј и Береника су репрезентативни ликови. Егеј, буквално рођен у библиотеци, представља интелектуализам. Он је тих, усамљен човек чија опсесија само наглашава његово интересовање за размишљање и учење. Береника је више физички лик, описана како „безбрижно лута кроз живот”, као и да је „агилна, грациозна и препуна енергије”. Она је, међутим, потлачена жена, која током целе приче „није проговорила ни реч”. Њена једина сврха, као и код многих Поових женских ликова, јесте да буде лепа и да умре. Егеј губи интересовање за пуноправну личност Беренике када се она разболи; она постаје предмет за анализу, а не за дивљење. Он је дехуманизује описујући „Береникино чело”, а не „њено чело”.
По је можда користио имена ова два лика да би подсетио на конвенције старогрчких трагедија. Береникино име (које значи „доносилац победе”) потиче из једне Калимахове песме. У песми, Береника обећава своју косу Афродити ако се њен муж безбедно врати из рата. Приповедачево име можда потиче од Егеја, легендарног краља Атине који је извршио самоубиство када је мислио да је његов син Тезеј умро покушавајући да убије Минотаура.
Завршни редови приче намерно су продужени помоћу низа везника који повезују више реченица. Ритам, као и јаки акцентовани сугласници и дуги самогласници помажу у обједињавању ефекта.
Ово је једна од ретких Поових прича чији је приповедач именован.

### Главне теме
У овој причи налази се неколико често понављаних тема у Поовим делима: смрт прелепе жене, бити жив сахрањен, менталне болести и каталепсија.

## Пријем
Прича је први пут објављена у марту 1835. у релативно отменом часопису . Многи читаоци су били шокирани насиљем у „Береники” и жалили су се издавачу Томасу В. Вајту, што је довело до тога да цензурисана верзија буде објављена 1840. године. Четири уклоњена пасуса описују сцену у којој Егеј посећује Беренику пре њене сахране и јасно види да је још увек жива док помера прст и смешка се.
По се није сложио са притужбама. Месец дана након што је „Береника” објављена, писао је Вајту да су многи часописи стекли славу због сличних прича. Било да је неукусан или не, тврдио је да му је циљ да буде цењен, а „да би био цењен мораш бити читан”. Изјавио је: „Признајем да се приближава самој ивици лошег укуса – али нећу поново тако грдно грешити”. Поред тога, По је нагласио да коначан суд не треба да произилази из укуса читалачке публике, већ на основу тиража часописа.